# 大坪镇 (梅州市)
大坪镇是中国广东省梅州市梅县区下辖的一个镇，位于梅县区西北部，距梅城25公里，总面积79.13平方公里，下辖12个行政村和1个居民委员会，常住居民人口1.9万人。桃尧镇，拥有石灰石、民用石材和温泉等自然资源，2005年全镇工农业总产值2.91亿元。

## 行政区划
- 居民委员会：大坪圩镇居民委员会
- 村落：营里村、育豪村、清连村、雷甘村、上和村、坪畲村、平中村、三台村、大坪村、守台村、汤湖村、秀湖村

## 人物
- 張炎元，中華民國軍事情報官員，出生於該鎮平中村。